# Wettinia oxycarpa
Wettinia oxycarpa là loài thực vật có hoa thuộc họ Arecaceae. Loài này được Galeano-Garcés & R.Bernal miêu tả khoa học đầu tiên năm 1983.